# Friedrich Lürßen

Friedrich Lürßen

Friedrich Lürßen (* 1. März 1851 in Lemwerder; † 30. November 1916 in Bremen) war ein deutscher Schiffbauer in Vegesack und Förderer des Wassersports sowie von Bootsrennen. Er gründete die heutige Fr. Lürssen Werft GmbH & Co. KG.

## Leben
Friedrich Lürßen wurde 1851 als zweitältester Sohn des Bootsbauers Lüder Lürßen in Lemwerder geboren. Zu jener Zeit blühte gerade die Segelschifffahrt, der Holzschiffbau und somit auch das Bootsbaugewerbe. Nach der Schulausbildung in Lemwerder folgten Lehr- und Gesellenjahre im väterlichen und heimischen Bootsbaubetrieben, wodurch die Friedrich fundiertes Fachwissen erlangte. Er war auch musikalisch begabt und übte in seiner Freizeit das Hornblasen. Von 1872 bis 1874 diente er in Minden beim Hannoverschen Pionier-Bataillon Nr. 10 als Pionier. Durch diese Tätigkeit wurde sein handwerkliches und technisches Können weiter gefördert.
Beide Lürßen-Söhne erlernten das Bootsbauerhandwerk. Die väterliche Bootsbauwerft existierte seit etwa 1830 in Lemwerder und wurde von Friedrichs Bruder Lüder Lürßen übernommen. Die väterliche Werft brannte 1901 nieder und wurde bis etwa 1929 weiter geführt. Friedrich entschloss sich im Sommer 1875, auf der gegenüber gelegenen Weserseite in Aumund auf dem Gelände seines späteren Schwiegervaters einen eigenen Bootsbaubetrieb zu gründen. Schon als 24-Jähriger baute er sich mit Hilfe seines Schwiegervaters seine Bootswerft in Aumund auf, die ohne direkten Zugang zum Wasser zunächst nur Rettungs- und Arbeitsboote herstellte.
In den frühen achtziger Jahren des 19. Jahrhunderts förderte er den Wassersport, der zu dieser Zeit allgemein aufkam. 1890 war Lürßen zur Nordwestdeutschen Gewerbe- und Industrie-Ausstellung mit einem reichen Angebot seiner Fertigung vertreten und erhielt seine ersten Medaillen und Ehrenpreise. Anlässlich dieser Ausstellung wurde ein 12-m-Motorboot mit Namen DAIMLER vorgestellt, das einen 10 PS Benzin-Motor hatte. Auf der Ausstellung vertiefte Fr. Lürßen mit Gottlieb Daimler die Verbindung, da sich der Motorenbau für Boote in dieser Zeit schon in einem fortgeschrittenen Stadium befand.
Um der Werft direkten Wasserzugang zu verschaffen, pachtete Lürßen 1904 einen Teil des Geländes der ehemaligen Lange-Werft am Vegesacker Hafen.
Lürßen errang einige wertvolle Trophäen in Schiffsrennen, wobei die gewonnenen Erfahrungen zum Bau von Rennbooten und großen, schnellen Luxus- und Spezialfahrzeugen weiterverwendet wurden. 1911 gewann das Rennboot Lürssen-Daimler die Meisterschaft des Meeres in Monaco mit der für damalige Verhältnisse beachtenswerten Höchstgeschwindigkeit von 35 Knoten (65 km/h). Auf diese Weise hat er dazu beigetragen, mit seinem Wissen und Können einige entscheidende Fortschritte in der Großschifffahrt zu verwirklichen.
Lürßen war verheiratet. Sein Sohn Otto (1889–1932) wurde 1907 Teilhaber und 1912 alleiniger Leiter der Werft.

### Ehrungen
- Die Friedrich-Lürssen-Straße in Bremen-Vegesack erhielt 1951 seinen Namen.